# Анхоманес разнолистный
Анхома́нес разноли́стный, или Анхома́нес Ве́львича (лат. Anchomanes difformis) — многолетнее травянистое клубнелуковичное растение, вид рода Анхоманес (Anchomanes)семейства Ароидные (Araceae).

## Ботаническое описание

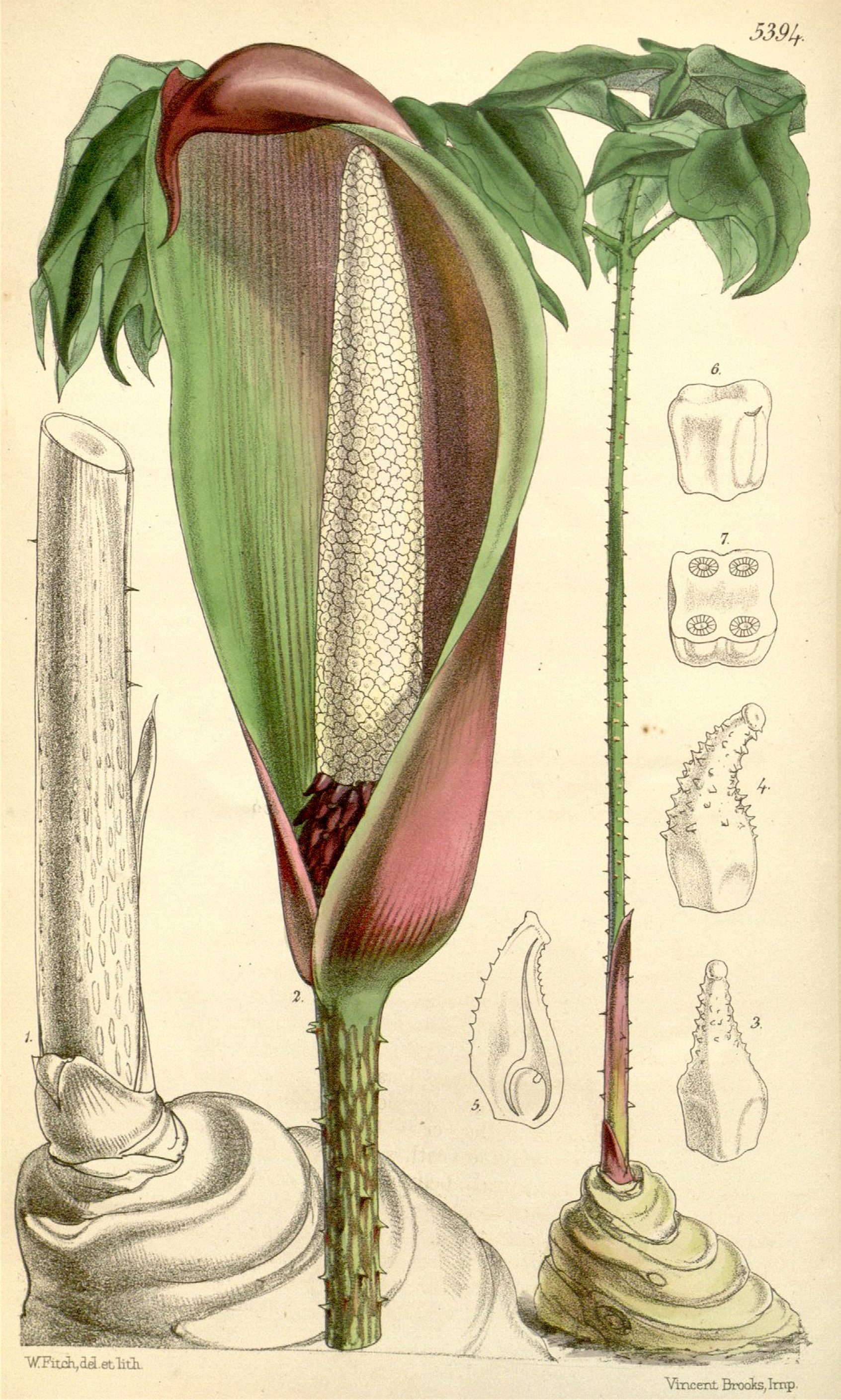
W. Fitch в «Curtis's Botanical Magazine», том 89, 1863 год

Гигантская вертикально растущая трава с огромным, горизонтально вытянутым клубнем, часто достигающим 50—80 см длиной и 10—20 см в диаметре, часть клубня видима над поверхностью земли, каждая зона клубня содержит точку роста одного сезона.

### Листья
Черешок 0,8—2(3) м высотой, с шипами, от серовато-зелёного до светло-зелёного или фиолетово-сиреневого с очень бледными пятнами. Листовая пластинка очень большая, трёхраздельная; каждый листочек 8—32 см длиной, 4—12 см шириной, трапецеидальный, часто разделённый ещё на два листочка, симметричные и одинаково трапецеидальные, более-менее нисходящие в основании; основные листочки 5—18(30) см длиной, 3—10(16) см шириной, от ромбоидальных до овальных, сидячие и не нисходящие; оба типа листочков заострённые на вершине.

### Соцветия и цветки
Цветоножка одета беловато-фиолетовым прицветником, обычно появляется после листа, от зелёного до фиолетово-зелёного цвета, с рассеянными беловатыми пятнами, менее длинная и колючая, чем черешки.
Покрывало 9—22(30) см длиной, жёлтое, зелёное или фиолетовое снаружи, часто с красными или кремовыми пятнами, бледно-зелёное внутри, немного свёрнутое в основании, в остальной части овальное, заострённое или острое на вершине.
Початок сидячий, цилиндрический, (4)8—18(22) см длиной, 0,6—1,5 см в диаметре, намного короче покрывала. Женская зона примерно на 1⁄6—1⁄3 длиннее мужской от кремового до белого цвета; мужские цветки призматические, четырёхсторонние, открывающиеся порами; женские цветки оранжево-зелёные с кремовыми пятнами или фиолетовые с розовыми или белыми пятнами; завязь коническая, одногнёздная; семяпочка одна, анатропная; столбик короткий или длинный, изгибающийся к основанию початка; рыльце почковидное.

### Плоды
Плоды — яйцевидные ягоды, 18 мм длиной, 10 мм в диаметре, сначала зелёные, затем жёлтые, зрелые — фиолетовые с пурпурными пятнами или с коричневыми вершинами, или белые с фиолетовыми или пурпурными вершинами. Плодоножка изгибается по направлению к солнцу.

## Распространение
Встречается в тропической Африке (Бенин, Буркина-Фасо, Гамбия, Гана, Гвинея, Гвинея-Бисау, Кот-д’Ивуар, Либерия, Нигерия, Сенегал, Сьерра-Леоне, Того, ЦАР, Камерун, Республика Конго, Экваториальная Гвинея, Габон, Демократическая Республика Конго, Чад, Судан, Танзания, Уганда, Ангола, Замбия).